# Ixora scheffleri
Ixora scheffleri är en måreväxtart som beskrevs av Karl Moritz Schumann och Kurt Krause. Ixora scheffleri ingår i släktet Ixora och familjen måreväxter.

## Underarter
Arten delas in i följande underarter:
- I. s. keniensis
- I. s. scheffleri